# 白鳳堂
株式会社白鳳堂（はくほうどう）は、広島県安芸郡熊野町に本社がある、熊野筆製造メーカー。
化粧筆製造の大手。生産量のうち化粧筆95%、和筆2%、画筆2%、工業用筆1%。化粧筆の90%が国内外の化粧品メーカー向けOEMで、残りが自社ブランドになる（2016年時点）。高級化粧筆に限れば世界シェア70%（2022年時点）。製造工場はすべて国内にあり、自社一貫生産体制をとる。

## 沿革

### 略歴
- 1974年 : 有限会社白鳳堂設立[1]
- 1982年 : 代表取締役に髙本和男就任、自社ブランド開発に着手[1]
- 1990年 : 東京銀座に営業拠点としてOEM取得のための会社設立[1]
- 1995年 : M・A・C（英語版）とOEM契約し、以降、各有名化粧品ブランドとの直接OEM取引が続く[1]
- 1996年 : 高品質商品を量産するための「筆の穂製造法」の特許取得[1]
- 1999年 : 株式会社白鳳堂に組織変更[1]
- 2021年 : 代表取締役に髙本壮就任[1]

### 創業
創業者である髙本和男は、曽祖父の代から熊野筆製造を生業とした家に生まれた。家業は兄弟が跡を継いだこともあり、和男は大学卒業後、他業種に就職していた。そこへ輸入化粧ブラシが日本市場でブームとなり、日本の大手化粧品メーカーも製造に着手したことから実家が化粧筆製造を始めたため、手が足りなくなったことから和男は営業担当として家業に連れ戻される。営業周りをする中で、当時の熊野筆における様々な問題に遭遇、そこで一念発起し独立を決意する。
1974年白鳳堂設立、10坪のプレハブから夫婦2人で始める。白鳳堂は当時市場としては未成熟だった化粧筆に狙いを定め「化粧筆のエルメス」を目指した。1982年、化粧筆メーカーとしては世界で初めてとなる自社ブランド「Misako」を立ち上げた。
当時一般的な熊野筆の製造は、一人の筆司がほぼすべての製造工程をこなし、製品の質はその筆司の力量によるところが多かった。そこで白鳳堂では、伝統的な筆作り技法を工程ごと細分化し、その中でパートタイムの労力や機械化を導入、筆司の力量に頼らず一定の質を維持しながら量産化するシステムを確立した。一方で原毛の質が悪ければ1/3～1/2も捨てるという徹底的な毛の選定作業を行うなど、品質には徹底的にこだわった。（ただし面相筆だけは現在でも一人だけで製造している）。これらの品質における基本的な技術的アプローチは1983年から1984年頃に完成している。

### 展開
ただ品質を全面に出す白鳳堂の化粧筆は、当時の日本市場では受けなかった。当時一般的な化粧筆より白鳳堂のものは値段が高く、国内の化粧品会社は化粧の付属品に質を求めていなかった。一方で卸売業者を通じて国内大手化粧品会社にOEM供給することは、OEM先からの発注に左右されるため資金繰りは安定せず、卸業者を介することで最新の顧客ニーズがわからなかった。白鳳堂は国内市場での限界を感じていた。
1995年、ニューヨークでメイクアップアーティストとして活躍する安藤広美の知遇を得る。会いに行くと、安藤が所持している化粧筆のほとんどが白鳳堂のものだったとわかり、白鳳堂は世界に通用すると自信を持つ。そこで安藤から化粧ブラシを扱っている海外メーカー数社を教えてもらい、その一つカナダの化粧品メーカーMAC（のちエスティローダー子会社）とのOEM契約を獲得、白鳳堂製のMACブランドの化粧ブラシの評判がハリウッド女優の間で口コミによって広がりMACはトップブランドになった。
こうして白鳳堂は高級化粧筆メーカーと市場で認知されるようになり、事業を開拓していった。国内においても、まずMACの存在がファッション意識の高い消費者のなかで次第に知られるようになり、その製品が実は白鳳堂製造と知られるようになり、2000年代に入りメディアで紹介されるようになって認知されるようになる。更に海外大手メーカーからの圧倒的なOEM受注数で財務的基盤が確立したことで、自社ブランドの開発販売流通にも繋がった。
アメリカ進出が叶った1996年、インターネット黎明期にどこよりも早くホームページを開設し国内大手化粧品会社より前にネットによる直接販売を始めるなど、D2Cを進めていった。海外メーカーとの取引の中で在庫管理など新たな問題が発生するも、他業種に就職していた長男の高本壮が白鳳堂に入社、効率化にとりくみ収益をあげることに成功した。また1995年コストダウン目的で中国に生産拠点を設立したが、質が上がらなかったため1999年に撤退している。1996年ビバリーヒルズに直営店舗を開設したが現地スタッフの問題で1998年に閉鎖、2003年トーランスに直営店舗を開設、2014年シンガポールに現地法人を設置し日系百貨店に店舗を開設している。
MACの他ディオール・ランコム・ジバンシィ・アルマーニなどにも採用され、2007年頃には世界の大手化粧品メーカー約70社から直接OEM受注している。現在、生産は日本に集約し、海外輸出で対応している。

## ブランド
2023年時点
- 白鳳堂[1]
- Misako Beverly Hills[1] - アメリカにおける自社ブランド[14]
- HAKUHODO[1]
- hakuho-do[1]
- ふでばこ[1] - 筆文化を伝える自社制作本[4]
- magnifica[1]
- LA MARCHE[1]

## 事業所
- 広島本社 : 広島県安芸郡熊野町
- 京都本店 : 京都府京都市中央区 - 建物は京都景観賞 建築部門奨励賞を受賞している。
- 東京南青山店 : 東京都港区
- アメリカ合衆国ロサンゼルス支店
- 工場
  - 本社工場
  - 三次工場 : 広島県三次市

## 参考資料
- 土井一生、髙井透、嶋正「伝統技術とグローバル市場創造 : 地域企業の持続的成長プロセス」『九州産業大学商經論叢』第62巻第4号、九州産業大学商学会、2022年3月17日、69-84頁、ISSN 13497375、2023年5月23日閲覧。
- 平山弘「グローバルニッチ戦略の適用可能性--白鳳堂の事例から考える」『阪南論集. 社会科学編』第45巻第1号、阪南大学学会、2009年10月、69-89頁、ISSN 03881814、2023年5月23日閲覧。